# Constituição de Cúcuta
A Constituição de Cúcuta, também conhecida como Constituição da Grã-Colômbia ou Constituição de 1821, foi o resultado do Congresso de Cúcuta que se desenrolou em 30 de agosto de 1821 e que tinha como principal objetivo criar a República da Colômbia através da unificação da Nova Granada (Colômbia e Panamá) e Venezuela.
Ocorreu depois da Batalha de Carabobo (24 de junho de 1821), que deu oficialmente a independência a Venezuela e logo a libertação de Caracas, Cartagena, Popayán e Santa Marta.
Em 30 de agosto de 1821, foi proclamada a Constituição de Cúcuta, que foi expedida em 12 de julho. Esta documento seria vigente na Grã-Colômbia até a dissolução deste país em 1830.